# George Herzog
George Herzog, właśc. György Herzog (ur. 11 grudnia 1901 w Budapeszcie, zm. 4 listopada 1983 w Indianapolis) – amerykański etnomuzykolog pochodzenia węgierskiego.

## Życiorys
Studiował muzykologię w Akademii Muzycznej w Budapeszcie (1917–1919) i Hochschule für Musik w Berlinie (1920–1922). Uczył się gry na fortepianie u Egona Petriego. Od 1921 do 1925 roku pracował jako asystent Ericha von Hornbostela w Berliner Phonogrammarchiv. W 1925 roku wyemigrował do Stanów Zjednoczonych. Ukończył podyplomowy kurs antropologii na Columbia University, gdzie znalazł się pod wpływem szkoły Franza Boasa. Wykładał na University of Chicago (1929–1931), Yale University (1932–1935) i Columbia University (1936–1948). Dwukrotnie otrzymał stypendium Fundacji Pamięci Johna Simona Guggenheima (1935 i 1947). Od 1948 do 1962 roku był wykładowcą Indiana University, gdzie w latach 1948–1954 kierował Archives of Traditional Music.
W latach 1930–1931 uczestniczył w wyprawie naukowej University of Chicago do Liberii. W 1937 roku uzyskał stopień naukowy doktora na podstawie dysertacji A Comparision of Pueblo and Pima Musical Styles (opublikowana w „Journal of American Folklore” XLIX, 1936). Od 1962 roku był członkiem honorowym American Musicological Society.
Opublikował m.in. prace Jabo Proverbs from Libera: Maxims in the Life of a Native Tribe (wspólnie z Charlesem Blooahem, Oxford 1936) i Research in Primitive and Folk Music in the United States: A Survey (Waszyngton 1936). Zwracał uwagę na zależności między stylem muzycznym a kontekstem kulturowym, wskazywał na związek struktury muzyki ze strukturą danego języka. Badał procesy akulturacyjne zachodzące w muzyce. Dokonywał transkrypcji i analiz melodii północnoamerykańskich Indian, ludów Liberii i wysp południowego Pacyfiku, a także pieśni europejskich i żydowskich.